# Roi Ping de Chu
Le roi Píng de Chu (chinois : 楚平王 ; pinyin : Chǔ Píng Wáng, mort en 516 av. J.-C.) est le onzième roi de l'État de Chu. Il règne de 528 à 516 av. J.-C. durant la période des Printemps et Automnes de l'histoire de la Chine. Son nom de naissance est Xiong Qiji (chinois traditionnel : 熊弃疾), mais il adopte le nom Xiong Ju (chinois traditionnel : 熊居) après son accession au trône, probablement en raison d'un tabou de nom, « Roi Ping » étant son nom posthume.
Fils du roi Gong de Chu, il succède à son père en 528 av. J.-C. Son règne est marqué par des conflits avec les royaumes voisins, notamment Wu, et par des tensions internes. Il est connu pour avoir pris la fiancée de son fils, le prince héritier Jian, ce qui provoque des dissensions familiales et affaiblit le royaume. Ces événements, combinés à l'hostilité de figures comme Wu Zixu, contribuent à l'instabilité de Chu. Le roi Píng meurt en 516 av. J.-C., probablement dans la capitale Ying, laissant le trône dans un contexte de déclin pour l'État de Chu.

## Jeunesse
Qiji est le cinquième fils du roi Gong de Chu et un des frères cadets du Roi Kang de Chu. En 541 av. J.-C., son frère ainé Wei assassine son neveu Jia'ao et usurpe le trône. Craignant pour leur vie, Bi et Heigong, deux frères ainés de Qiji, s'enfuient du Chu pour aller se réfugier dans les états de Jin et état de Zheng. Wei devient alors le roi Ling de Chu (nom posthume).
Pendant son règne, le roi Ling conquiert les États de Chen et Cai. Les anciens ministres de ces deux États, devenus ministres du Chu a la demande de Ling, se mettent rapidement a élaborer des plans afin que leurs pays respectifs puissent regagner leur indépendance. 

## Accession au pouvoir
En 529 av. J.-C., le roi Ling prend le commandement d'une armée et part attaquer l'état de Xu. Pendant ce temps, Bi, Heigong et Qiji, rencontrent les anciens ministres de Chen et Cai. Ensemble, ils mettent au point un plan, qui leur permet de réussir à renverser le roi Ling. Les fils de Ling sont tués pendant ce coup d'État et, en tant qu'aîné des trois frères, c'est Bi qui devient le nouveau Roi de Chu. Lorsque les soldats du roi Ling apprennent la nouvelle du coup d'État, ils désertent en masse. Seul et réfugié chez le fils d'un de ses anciens ministres, Ling se suicide quelques jours plus tard, mais la nouvelle de sa mort circule pas ou peu.
Très peu de temps après, Chaowu, un ancien ministre de l'État de Cai, essaye de persuader Qiji de devenir le nouveau roi. Qiji refuse mollement, mais malgré cette réponse, Chaowu voit qu'il veut vraiment être roi. Ils finissent par élaborer tous les deux un plan. Chaowu et Qiji ont été chargé par Bi et Heigong de vaincre le roi Ling, et sont donc en route vers Xu. Ils font semblant d'avoir été vaincus par le roi Ling et envoient des messages annonçant que ce dernier marche sur la capitale du Chu avec ses troupes. Bi et Heigong craignent tellement le retour du Roi Ling, que lorsqu'ils sont mis au courant de cette fausse nouvelle, ils se suicident tous les deux. Cependant, l'armée qui arrive à la capitale et qui est censée être commandée par le roi Ling est en fait sous les ordres de Qiji. 
Tous ses frères ainés et neveux étant morts, Qiji monte sur le trône en tant que roi Ping de Chu. Il épouse Bo Ying et règne pendant six ans.

## Règne
En 522 av. J.-C., il envoie Fei Wuji, un fonctionnaire corrompu, dans l'état de Qin pour sélectionner une épouse pour le prince héritier Jian. Une princesse de l'état de Qin est bien envoyée comme épouse pour son fils, mais Ping décide de la garder pour lui en voyant sa beauté. Fei Wuji, qui avait gagné les faveurs du roi, réussit à convaincre le roi Ping que Wu She le grand tuteur du prince héritier Jian et le prince héritier lui-même vont déclencher une rébellion à cause de ce mariage, et persuade le roi d'exécuter Wu She. Avant de mourir, She est obligé d'envoyer une lettre à ses fils, Wu Shang (伍尚) et Wu Zixu (伍員), où il leur demande de le rejoindre dans la capitale. Mais tous deux se rendent compte qu'il s'agit d'un piège, et si Wu Shang décide d'aller à la capitale pour mourir avec son père; Wu Zixu, promettant de se venger, s’enfuit dans l'État de Wu. Devenu conseiller du roi Helu du Wu, Zixu est un des commandants de l'armée du Wu qui envahit le Chu en 506 av J.-C.
À sa mort, c'est son fils qui lui succède et devient le Roi Zhao de Chu.